# منتخب فيجي لسباعيات الرغبي للسيدات
منتخب فيجي الوطني لسباعيات الرغبي للسيدات (بالإنجليزية: Fiji women's national rugby sevens team)‏ هو ممثل فيجي الرسمي في المنافسات الدولية في سباعيات الرغبي للسيدات.

## وصلات خارجية
- الموقع الرسمي